# Jevhen Marčuk
Jevhen Kyrylovyč Marčuk (ukrajinsky: Євге́н Кири́лович Марчу́к; 28. ledna 1941, Dolynivka – 5. srpna 2021, Kyjev) byl ukrajinský politik, zpravodajec a generál, který sloužil jako čtvrtý předseda vlády Ukrajiny po zisku nezávislosti v roce 1991. Post premiéra zastával od 6. března 1995 do 27. května 1996. V letech 1991–1994 byl šéfem kontrarozvědky (Služby bezpečnosti Ukrajiny). V letech 2004–2005 ministrem obrany. V letech 1999–2003 byl tajemníkem Rady národní bezpečnosti a obrany (ekvivalent české Bezpečnostní rady státu).

## Život
Narodil se v rolnické rodině na střední Ukrajině. V roce 1963, po absolvování Kirovohradského pedagogického institutu, byl naverbován do KGB a neustále stoupal v její hierarchii. Jako operační důstojník sloužil nejprve v Kirovohradské oblasti, než se později připojil k pobočce KGB v Kyjevě jako důstojník. V této pozici byl 31 let. K této kapitole svého života Marčuk později uváděl, že byl "humánním agentem dodržujícím zákony", a že "tajně chránil některé ukrajinské disidenty před tvrdým pronásledováním".
Na počátku 90. let byl Marčuk jedním z prvních vysokých důstojníků KGB, kteří zjevně podporovali nezávislosti Ukrajiny, a byl jedním ze zakladatelů Bezpečnostní služby Ukrajiny. Sloužil pak jako její první šéf od listopadu 1991 do července 1994. Po ukrajinských parlamentních volbách v roce 1994 se Marčuk stal šéfem frakce blízké prezidentovi Leonidu Kravčukovi. Od 1. července 1994 zastával funkci prvního místopředsedy vlády v kabinetu Vitalije Masola. Marčuk byl jmenován úřadujícím předsedou vlády 1. března 1995, oficiálně se funkce ujal 8. června 1995. Sestavil nový kabinet, který získal důvěru 3. července 1995. Rezignoval 27. května 1996.
Marčuk i Kravčuk se poté stali členy Sociálně demokratické strany Ukrajiny (sjednocené) ( Соцiал-демократична партія України (об'єднана)). Od dubna do prosince 1998 byl Marčuk vůdcem strany a od července 1998 vedl také parlamentní výbor pro sociální politiku. Když strana odmítla podpořit Marčuka v ukrajinských prezidentských volbách v roce 1999, odešel z ní, aby vytvořil vlastní Sociálně demokratickou unii (Соціал-демократичний Союз). V prezidentských volbách v roce 1999 pak kandidoval jako nezávislý. V prvním kole se umístil na pátém místě s 8,13 % hlasů. Znovuzvolený prezident Leonid Kučma jej jmenoval tajemníkem Rady národní bezpečnosti a obrany. Byl jím až do 25. června 2003. Do června 2009 setrval jako předseda mezirezortní komise rady pro informační politiku. Byl ministrem obrany Ukrajiny od června 2003 do září 2004.
V roce 2006 Marčuk založil Stranu svobody, která šla do parlamentních parlamentních voleb v roce 2006 v koalici s Jednotou Oleksandra Omelčenka. Volební blok se ale do parlamentu nedostal, získal pouze 0,06 % hlasů. V květnu 2008 byl Marčuk jmenován jedním z osobních poradců prezidenta Viktora Juščenka. V červnu 2015 byl prezidentem Petrem Porošenkem jmenován ukrajinským zvláštním zástupcem v jedné z podskupin Trilaterální kontaktní skupiny pro Ukrajinu, která měla udržovat určitou komunikaci s Ruskem i po obsazení Krymu a Donbasu. Marčuk byl členem této skupiny znovu od listopadu 2018 do května 2019, vyjednával tehdy zejména výměnu zajatců a příměří s proruskými separatisty. Zemřel 5. srpna 2021 na akutní plicní selhání v důsledku covidu-19.
Internet Encyclopedia of Ukraine ho hodnotila slovy: "Vlastenecká, nezkorumpovaná politická osobnost, u níž zájmy státu převažovaly nad osobními ohledy. Ve většině úkolů, které mu byly ve veřejném životě svěřeny, jakkoli obtížné, byl jeho přístup popisován jako nezaujatý, analytický a optimistický."